# Muškenum
Ein Muškenum, Muschkenum (sumerisch maška, akkadisch muškenum) bezeichnete einen freien Bürger, der aber im Gegensatz zum Awilum nicht zur herrschenden Familie gehörte. Wörtlich übersetzt bedeutet der Begriff: „der sich zur Erde niederbeugt“. In Keilschriftdokumenten aus dem 3. Jahrtausend v. Chr. finden sich erste Erwähnungen der Muschkenum im Umland von Nippur.
Für den Muschkenum galten gegenüber dem Awilum in gerichtlichen Auseinandersetzungen geringere Schadensersatzansprüche:

„Wenn er [gemeint ist ein Mann] einem Manne einen Knochen bricht, so soll man seinen Knochen brechen. Wenn er das Auge eines Muschkenum zerstört oder einem Muschkenum einen Knochen bricht, so soll er eine Mine Silber darwägen.“

Auch in anderen Rechtsangelegenheiten (so z. B. beim Diebstahl seines Eigentums) war ein Muschkenum zurückgestuft. Standesmäßig stand ein Muschkenum rechtlich über dem Wardum (Sklave) und unter dem Awilum. Ein Muschkenum konnte Inhaber oder Pächter von Königsland sein, war aber zu Dienstleistungen gegenüber dem Staat verpflichtet. Zunächst wurde der Begriff Muschkenum nicht als soziale Wertung angesehen, da ein solcher durchaus ein beträchtliches Vermögen besitzen konnte.
In späterer Zeit erfuhr das Wort Muschkenum aber einen Bedeutungswandel. In aramäischer Sprache meinte man damit unvermögende, arme Menschen. Über die arabische Sprache gelangte der Begriff miskin (armer Mensch) in den italienischen und französischen Sprachraum zu mesquino, mesquin (armselig).